# L'Année prochaine si tout va bien
Pour plus de détails, voir Fiche technique et Distribution.
L'Année prochaine si tout va bien est un film français réalisé par Jean-Loup Hubert sorti le 5 août 1981.

## Synopsis
Isabelle travaille à l'INSEE avec un salaire confortable ; Maxime tente de percer en tant que scénariste et dessinateur dans le monde de la BD ; ils filent ensemble une parfaite histoire d'amour jusqu'à ce qu'Isabelle annonce à Maxime sa volonté d'avoir un enfant. Maxime ne se sent pas capable d'assumer financièrement la future famille, et refuse. S'ensuit alors pour le couple une série de chassés-croisés amoureux ; ruptures et réconciliations sont le lot quotidien, entre tentative de prise d'amant ou de maîtresse et présentation aux parents d'Isabelle, dont la vie rangée voire morne (bien qu'aisée) n'est pas un modèle pour les deux amoureux.

## Fiche technique
Sauf indication contraire, les informations mentionnées dans cette section peuvent être confirmées par la base de données cinématographiques Unifrance,  présente dans la section « Liens externes ».
- Titre original : L'Année prochaine si tout va bien[1]
- Réalisation : Jean-Loup Hubert, assisté d'Alain-Michel Blanc et Marc Guilbert
- Scénario : Josiane Balasko, Jean-Loup Hubert, Gérard Zingg
- Photographie : Robert Alazraki
- Montage : Hélène Viard
- Musique : Vladimir Cosma, bande originale interprétée par Sofie Kremen
- Son : Dominique Dalmasso
- Production : Pierre Gauchet
- Sociétés de production : Les Films de l'Alma, Société Française de Production (SFP), Générale de Productions Françaises et Internationales (GPFI)
- Pays de production :  France
- Langue originale : français
- Format : Couleur - Son mono - 35 mm
- Durée : 95 minutes
- Genre : comédie
- Date de sortie : 
  - France : 5 août 1981

## Distribution
- Isabelle Adjani : Isabelle Maréchal
- Thierry Lhermitte : Maxime Loiseul
- Marie-Anne Chazel : Huguette
- Michel Dussarat : Henri
- Bernard Crombey : François Moinet, le coup d'un soir d'Isabelle
- Virginie Thévenet : la fille à Angoulême, le coup d'un soir de Maxime
- Antoinette Moya : la mère d'Isabelle
- Fred Personne : le père d'Isabelle
- Mathieu Kassovitz : le jeune garçon qui veut un Goldorak à la convention d'Angoulême
- Julien Hubert : Antoine, le bébé de Maxime et Isabelle
- Maïwenn : Prune, la fille d'Henri et Huguette
- Sébastien Demarigny : Barnabé, le fils d'Henri et Huguette
- Madeleine Bouchez : Tantine

## Production
L'Année prochaine... si tout va bien est le premier long métrage de Jean-Loup Hubert. Le tournage commence le 12 janvier 1981. Il est tourné à Paris, avec quelques scènes à Concarneau et La Forêt-Fouesnant dans le Finistère ainsi qu'au Festival d'Angoulême 1981.
Les planches de bande dessinée et de dessins attribués au personnage de Maxime sont d'André Juillard.

## Exploitation
Le film a réalisé 55 989 entrées en première semaine à Paris pour totaliser finalement 161 053 entrées. À l'échelle nationale, on compte 503 789 entrées.